# Všechovice u Tišnova
Všechovice (deutsch Wschechowitz) ist eine Gemeinde in Tschechien. Sie liegt fünf Kilometer nordöstlich von Tišnov und gehört zum Okres Brno-venkov.

## Geographie
Všechovice befindet sich am Übergang der Hornosvratecká vrchovina zur Boskowitzer Furche. Das Dorf liegt am südlichen Fuße des Čihadlo (453 m) am Bach Všechovický potok, der östlich des Ortes in die Lubě mündet. Nordöstlich erhebt sich der Vinohrad (411 m), im Osten die Paní hora (395 m), südlich die Horky (340 m), im Südwesten der Vinohrad (372 m), westlich der Nad díly (439 m) und im Nordwesten der Stanovisko (484 m).
Nachbarorte sind Unín und Hluboké Dvory im Norden, Újezd u Černé Hory im Nordosten, Skalička und Lažany im Osten, Nuzířov im Südosten, Malhostovice und Drásov im Süden, Tišnov im Südwesten, Železné und Stanovisko im Westen sowie Samotín, Hajánky und Hájek im Nordwesten.

## Geschichte
Archäologische Funde belegen eine frühzeitliche Besiedlung seit der Jungsteinzeit. So wurden unterhalb des Vinohrad und in der Flur V Rybnících Funde aus der Linearkeramikkultur gemacht. Bei den Vorbereitungen zum Bau der Reichsautobahn Wien-Breslau wurden im Juni 1941 Funde aus der Mährischen Bemaltkeramikkultur gemacht.
Die erste schriftliche Erwähnung des Dorfes Oztetchowcki erfolgte 1233 in der Gründungsurkunde des Klosters Porta Coeli durch Königinwitwe Konstanze. Seit dieser Zeit gehörte der Ort immer zum Besitz des Klosters. Eine weitere Erwähnung findet sich in einer Urkunde Wenzels I. aus dem Jahre 1240. In Všechovice befand sich ein klösterlicher Hof und am Vinohrad wurde zeitweilig Wein angebaut. Im Jahre 1666 bestand das Dorf aus dem Hof und 15 Anwesen. Unter der Abtissin Benigna von Deblín erfolgte 1721 eine Instandsetzung des Hofes. 1782 wurde das Kloster im Zuge der Josephinischen Reformen durch Kaiser Joseph II. aufgehoben und seine Güter unter die Verwaltung der böhmischen Krone gestellt. Diese verkaufte die Herrschaft Porta Coeli 1799 an Wilhelm von Mundy. Im Jahre 1793 bestand das Dorf aus 26 Häusern und hatte 255 Einwohner. 1821 veräußerte Johann von Mundy die Herrschaft an Friedrich Schell von Wittinghoff.
Nach der Aufhebung der Patrimonialherrschaften bildete Všechovice ab 1850 eine Gemeinde in der Bezirkshauptmannschaft Brünn. Seit dem 1. November 1896 gehörte Všechovice zur neu gebildeten Bezirkshauptmannschaft Tischnowitz. Während der deutschen Besetzung erfolgten östlich des Ortes Arbeiten für den Bau der Reichsautobahn Wien-Breslau. Zwischen 1944 und 1945 befand sich in den Wäldern um Skalička und Všechovice eines der Zentren der Partisanenbewegung im Protektorat Böhmen und Mähren. Von Skalička aus agierte die von General Luža aufgestellte III. Tschechoslowakische Stoßkompanie. Nach der Auflösung des Okres Tišnov wurde Všechovice mit Beginn des Jahres 1961 dem Okres Brno-venkov zugeordnet und zugleich Skalička eingemeindet. Im Jahre 1971 wurde diese Eingemeindung wieder aufgehoben. Seit 2003 führt Všechovice ein Wappen und Banner.

## Gemeindegliederung
Für die Gemeinde Všechovice sind keine Ortsteile ausgewiesen.

## Sehenswürdigkeiten
- Kapelle der hl. Anna
- mehrere Kreuze
- Wappen der Äbtissin Benigna von Deblín, am Haus Nr. 14, es stammt vom Klosterhof und wurde bei der Instandsetzung des Hofes im Jahre 1721 angebracht
- Ruine der Burg Trmačov, nordöstlich des Dorfes, sie ist seit 1305 als Sitz des Vladiken Ondřej von Trmačov überliefert. Seit 1466 gilt die Burg als wüst. Das Gemäuer wurde später von den Bewohnern der umliegenden Orte als Baumaterial abgetragen. Erhalten sind Mauerreste des Bergfriedes.
- Gedenkstein für die Partisanenkompanie des Generals Luža, errichtet 1946 im Wald nördlich des Ortes